# Gilbert Mushangazhike
Gilbert Mushangazhike (Salisbury, 11 agosto 1975) è un ex calciatore zimbabwese, di ruolo attaccante.

## Carriera

### Club
Ha cominciato a giocare in patria, al Fire Batteries. Nel 1996 si è trasferito in Germania, al Kickers Emden. Nel 1997 è passato al Manning Rangers, squadra della massima serie sudafricana. Nel 2003 è stato acquistato dallo Jiangsu Shuntian, club della seconda divisione cinese. Nel 2007 è tornato in Sudafrica, all'Orlando Pirates. Nel 2009 si è trasferito al Mpumalanga Black Aces. Nel 2010 è passato al Manzini Sundowns, squadra swazilandese. Nel 2013 torna in patria, al Black Rhinos Harare con cui ha concluso, nel 2014, la propria carriera.

### Nazionale
Ha debuttato in Nazionale nel 1997. Ha partecipato, con la Nazionale, alla Coppa d'Africa 2006. Ha fatto parte della rosa della Nazionale fino al 2008.